# 1939年鐵路
此條目列出1939年發生有關鐵路運輸的事件。

## 事件

### 1月
- 1月15日：東京高速鐵道（日语：東京高速鉄道）由虎之門站延長至新橋站。東京高速鐵道的新橋站為現時的車站，東京地下鐵道的新橋站在西面設站。

### 4月
- 4月1日：京慶線通車。
- 4月22日：紐約地鐵IND世界博覽會線（英语：IND World's Fair Line）通車，以服務1939年紐約世界博覽會。
- 4月27日：塞西爾·德米爾拍攝了電影《聯合太平洋（英语：Union Pacific (film)）》，講述橫貫大陸鐵路的興建，並以聯合太平洋鐵路的重鎮奧馬哈作為主力。拍攝期間使用的列車數量太多，以致需要州際商業委員會（英语：Interstate Commerce Commission）批出鐵路營運許可。

### 5月
- 5月3日：聯合太平洋鐵路、南方太平洋鐵路（英语：Southern Pacific Railroad）及艾奇遜、托皮卡和聖塔菲鐵路在洛杉磯開設了一個洛杉磯聯合車站。

### 7月
- 7月25日：京春線通車。

### 9月
- 9月1日：英國政府通過將鐵路作為戰時運輸，並開始了為期4日以鐵路疏散大城市兒童（英语：Evacuations of civilians in Britain during World War II）（超過60萬來自倫敦）[1]。
- 9月16日：東京地下鐵道與東京高速鐵道（日语：東京高速鉄道）互相直通運行。
- 台灣日治時期 9月20日：臺鐵臺東線延長至花蓮港車站。
- 9月30日：紐約州立鐵路（英语：New York State Railways）關閉大學線。

### 10月
- 10月1日：倫敦地鐵區域線上敏斯特站以東的路線停運。

### 11月
- 11月20日：倫敦地鐵大都會線史丹摩支線交由貝克盧線營運。

### 12月
- 12月1日：大西洋海岸線鐵路開行冠軍號列車（英语：Champion (train)），來往紐約和邁阿密。
- 12月3日：佛羅里達東岸鐵路（英语：Florida East Coast Railway）引入迪克西·弗蘭奇號列車（英语：Dixie Flagler），來往邁阿密至傑克遜維爾。
- 12月10日：聖路易斯－舊金山鐵路（英语：St. Louis–San Francisco Railway）引入流線型列車火飛號（英语：Firefly (train)），來往堪薩斯城和俄克拉荷馬城。